# Anton Will
Anton Will (* 1752 in Straßburg; † 13. September 1821 in München) war ein deutscher Mediziner.

## Leben
Will studierte an der Hochschule Ingolstadt Philosophie und Medizin. Dieses Studium schloss er 1777 mit einer Promotion zum Dr. phil. und 1781 mit einer zum Dr. med. ab. Extra für ihn wurde an der Hochschule dann ein neuer Lehrstuhl geschaffen.
An diesem Lehrstuhl wirkte Will ab 1781 als Professor artis veterinariae und Lehrer der anatomischen chyrurgischen Operationen und Bandagen. Von Anfang an sah sich Will großem Neid ausgesetzt und es liefen auch einige Intrigen gegen ihn.
1772 ging Will für zwei Jahre zu weiteren Studien an die Universitäten Straßburg, Lyon und Charenton-le-Pont. 1784 kehrte er wieder an seine Hochschule nach Ingolstadt zurück. Doch bald nach seiner Rückkehr geriet er in den Verdacht, dem Illuminatenorden anzugehören. Der Verdacht, ein Illuminat zu sein, genügte, um ihn sofort aus Ingolstadt zu vertreiben.
Nach mehreren Jahren konnte Will in München wieder Fuß fassen. 1790 berief man ihn zum Leiter der neu gegründeten Thier-Arzney-Schule in München, der späteren tierärztlichen Fakultät der Universität München. Dort entwarf er u. a. seuchenpolizeiliche Vorschriften gegen Milzbrand, Rinderpest und Tollwut.
Anton Will starb im Alter von 71 Jahren in München. 1927 wurde im Münchener Stadtteil Neuherberg eine Straße nach ihm benannt.